# Salluviërs

Keltische stammen in de Provence.

De Salluviërs (lat. Salluvii, in de bronnen ook Salyes (gr. Σάλυες), Sallyes (Σάλλυες) of Sallui genoemd) waren een Keltische staat of stam die in de oudheid het zuidoosten van Gallië bevolkte.

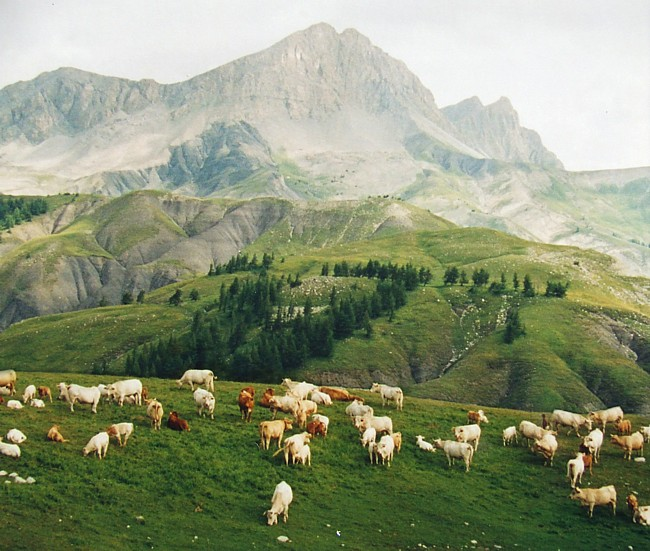
Col des Champs

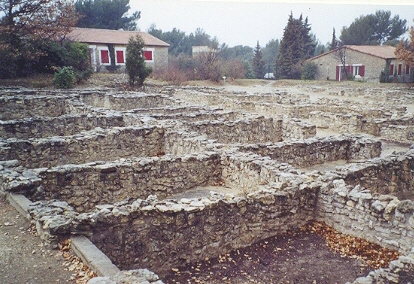
Overblijfselen van de oppidum Entremont

De Salluviërs vormden in feite een Keltisch-Ligurisch mengvolk dat tussen de Rhône en de Zuid-Franse Maritieme Alpen woonde bij de Luberon en de Kloof van de Verdon. Hun hoofdplaats was de oppidum Entremont, die in de 3e eeuw v.Chr. al bestond. Omstreeks 600 v.Chr. hadden de Phocaeërs, een Griekse groep immigranten, de stad Massalia, (het hedendaags Marseille) in dat gebied gesticht. Zij hadden daarvoor de goedkeuring en medewerking van deze Kelten, met wie de Oude Grieken doorgaans goede handelsbetrekkingen onderhielden. De Salluviërs waren toen een van de machtigste stammen van Gallië, die ook betrekkingen met een groot aantal kleinere stammen onderhield, zoals de Libuers en de Segobrigers.
De Salluviërs, zoals de bewoners door antieke auteurs worden genoemd, droegen wel de verantwoordelijkheid voor een aaneensluiting van volken in de omgeving van de Rhône en de Var, waarmee zij zich tegen de Griekse invloed van Massalia weerden.
In de 2e eeuw v.Chr. hebben ze meerdere malen Massalia bedreigd, dat daarom uiteindelijk beroep deed op hulp van de Romeinen. Die stuurden ergens in het jaar 125/124 v.Chr. hun consul Marcus Fulvius Flaccus, die een overwinning op de Liguriërs, Vocontiërs en Salluviërs behaalde.
Een jaar later voerde alweer een Romeins consul strijd tegen diezelfde volksstammen, Gaius Sextius Calvinus.

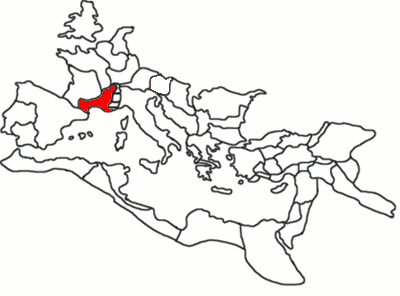
Romeinse provincie Gallia Narbonensis, 120 v.Chr.

Uiteindelijk wist Calvinus in 122 v.Chr. de Salluviërs te overmeesteren. Hij liet hun hoofdplaats vernietigen en de inwoners ervan, op enkele Rome-gezinde Galliërs na, tot slaven maken. Aansluitend daarop vestigde hij in de omgeving het Castellum Aquae Sextiae Salluviorum (het tegenwoordige Aix-en-Provence) en maakte van het gebied de Romeinse provincie Gallia Narbonensis. Er zijn nog opstanden geweest van de Salluviërs in 90 v. Chr. en in de tijd van Caesar.